# Broken River (Goulburn River)
Der Broken River ist ein Fluss im Zentrum des australischen Bundesstaates Victoria.

## Verlauf
Er entspringt unterhalb des Bald Hill nordöstlich von Mansfield und mündet bei Shepparton in den Goulburn River.

## Name
Der Name (deutsch Gebrochener Fluss) geht wohl darauf zurück, dass der Fluss in trockenen Zeiten nur aus einer Reihe von Wasserlöchern besteht. Bei hohem Wasserstand allerdings gehört der Broken River zu den am schnellstfließenden Flüssen Australiens.
Die Stadt Benalla am Fluss hieß nach ihrer Gründung bis in die 1850er-Jahre Broken River.